# Meditazioni filosofiche
Meditazioni filosofiche sulla religione e sulla morale del signor abate Antonio Genovesi è un'opera dell'abate e filosofo Antonio Genovesi dall'autore stesso pubblicata a Napoli nel 1758 con dedica a Marco Antonio Colonna, principe di Alliano.

## Le meditazioni
Nell'opera Genovesi si propone di chiarire come l'esistenza, nonostante alcuni suoi aspetti negativi, sia in fondo (poiché «i mali di questa vita non son tanti») piacevole da condurre, considerando che in accordo con le convinzioni cristiane «noi non finiamo di esistere giammai».
La nostra esistenza sarà felice se ispirata da principi che non siano innaturali poiché questo nostro mondo è stato creato non a caso ma dalla divina Provvidenza come mostra l'armonico e intimo legame che collega ogni cosa creata. La felicità si può conseguire tramite una vita virtuosa:
La pratica di queste virtù vive e reali ci è assicurata non tanto dalle nostre forze ma dall'adesione alla religione cristiana «non solamente utile, ma vera e divina».
Di fronte alle ricorrenti critiche mosse dai lettori alla sua opera Genovesi si dà cura di rispondere: in particolare alle osservazioni ricevute da un suo amico filosofo. L'origine delle contestazioni che gli vengono rivolte, afferma Genovesi, risiede nell'errata considerazione del dolore. Quando infatti gli uomini vengono afflitti dai dolori tendono a dimenticare i beni e i piaceri che hanno posseduto e attaccano la divinità per le sofferenze che li travagliano:
In questo atteggiamento si rivela tutta l'ingratitudine dell'uomo nei confronti di Dio il quale ci ha fornito «doti e lumi da seguire ...così naturalmente come soprannaturalmente» di modo che coloro che «dirittamente usano della loro ragione e delle loro forze e dei divini aiuti...possono tutti, se vogliono, anche quaggiù...felicemente vivere...».

## Edizioni
- Antonio Genovesi, Meditazioni filosofiche sulla religione e sulla morale del signor abate Antonio Genovesi, presso Giuseppe Maria Porcelli librajo, 1781.